# 비다르제니아
《비다르제니아》(폴란드어: Wydarzenia)는 폴자츠에서 방송되는 폴란드의 뉴스 프로그램이다.